# Scott Bjugstad
Barry Scott Bjugstad, född 2 juni 1961, är en amerikansk före detta professionell ishockeyforward som tillbringade nio säsonger i den nordamerikanska ishockeyligan National Hockey League (NHL), där han spelade för Minnesota North Stars, Pittsburgh Penguins och Los Angeles Kings. Han producerade 144 poäng (76 mål och 68 assists) samt drog på sig 144 utvisningsminuter på 317 grundspelsmatcher.
Bjugstad spelade även för Springfield Indians och New Haven Nighthawks i American Hockey League (AHL); Salt Lake Golden Eagles i Central Hockey League (CHL); Kalamazoo Wings och Phoenix Roadrunners i International Hockey League (IHL) och Minnesota Golden Gophers i National Collegiate Athletic Association (NCAA).
Han draftades av Minnesota North Stars i nionde rundan i 1981 års draft som 181:a spelare totalt.
Han är farbror till Nick Bjugstad.

## Statistik
| 1979–1980   | Minnesota Golden Gophers | NCAA        | 18  | 2  | 2  | 4   | 2   | — | — | — | — | — |
| 1980–1981   | Minnesota Golden Gophers | NCAA        | 35  | 12 | 13 | 25  | 34  | — | — | — | — | — |
| 1981–1982   | Minnesota Golden Gophers | NCAA        | 36  | 29 | 14 | 43  | 24  | — | — | — | — | — |
| 1982–1983   | Minnesota Golden Gophers | NCAA        | 44  | 43 | 48 | 91  | 30  | — | — | — | — | — |
| 1983–1984   | Minnesota North Stars    | NHL         | 5   | 0  | 0  | 0   | 2   | — | — | — | — | — |
|             | Salt Lake Golden Eagles  | CHL         | 15  | 10 | 8  | 18  | 6   | 5 | 3 | 4 | 7 | 0 |
|             | USA:s ishockeylandslag   |             | 54  | 31 | 20 | 51  | 28  | — | — | — | — | — |
| 1984–1985   | Minnesota North Stars    | NHL         | 72  | 11 | 4  | 15  | 32  | — | — | — | — | — |
|             | Springfield Indians      | AHL         | 5   | 2  | 3  | 5   | 2   | — | — | — | — | — |
| 1985–1986   | Minnesota North Stars    | NHL         | 80  | 43 | 33 | 76  | 24  | 5 | 0 | 1 | 1 | 0 |
| 1986–1987   | Minnesota North Stars    | NHL         | 39  | 4  | 9  | 13  | 43  | — | — | — | — | — |
|             | Springfield Indians      | AHL         | 11  | 6  | 4  | 10  | 7   | — | — | — | — | — |
| 1987–1988   | Minnesota North Stars    | NHL         | 33  | 10 | 12 | 22  | 15  | — | — | — | — | — |
| 1988–1989   | Pittsburgh Penguins      | NHL         | 24  | 3  | 0  | 3   | 4   | — | — | — | — | — |
|             | Genève-Servette HC       | NLB         | 2   | 0  | 0  | 0   | 0   | — | — | — | — | — |
|             | Kalamazoo Wings          | IHL         | 4   | 5  | 0  | 5   | 4   | — | — | — | — | — |
| 1989–1990   | Los Angeles Kings        | NHL         | 11  | 1  | 2  | 3   | 2   | 2 | 0 | 0 | 0 | 2 |
|             | New Haven Nighthawks     | AHL         | 47  | 45 | 21 | 66  | 40  | — | — | — | — | — |
| 1990–1991   | Los Angeles Kings        | NHL         | 31  | 2  | 4  | 6   | 12  | 2 | 0 | 0 | 0 | 0 |
|             | Phoenix Roadrunners      | IHL         | 3   | 7  | 2  | 9   | 2   | — | — | — | — | — |
| 1991–1992   | Los Angeles Kings        | NHL         | 22  | 2  | 4  | 6   | 10  | — | — | — | — | — |
|             | Phoenix Roadrunners      | IHL         | 28  | 14 | 14 | 28  | 12  | — | — | — | — | — |
| 1992–1993   | Phoenix Roadrunners      | IHL         | 7   | 5  | 4  | 9   | 4   | — | — | — | — | — |
| NHL totalt  | NHL totalt               | NHL totalt  | 317 | 76 | 68 | 144 | 144 | 9 | 0 | 1 | 1 | 2 |
| AHL totalt  | AHL totalt               | AHL totalt  | 63  | 53 | 28 | 81  | 49  | — | — | — | — | — |
| IHL totalt  | IHL totalt               | IHL totalt  | 42  | 31 | 20 | 51  | 22  | — | — | — | — | — |
| NCAA totalt | NCAA totalt              | NCAA totalt | 133 | 86 | 77 | 163 | 90  | — | — | — | — | — |

### Internationellt
| Källa:        | Källa:        | Källa:        |         | Utv = Utvisningsminuter | Utv = Utvisningsminuter | Utv = Utvisningsminuter | Utv = Utvisningsminuter | Utv = Utvisningsminuter |
| År            | Lag           | Mästerskap    | Matcher | Mål                     | Assists                 | Poäng                   | Utv                     |                         |
| ------------- | ------------- | ------------- | ------- | ----------------------- | ----------------------- | ----------------------- | ----------------------- | ----------------------- |
| 1984          | USA           | OS            | 6       | 3                       | 1                       | 4                       | 6                       |                         |
| Senior totalt | Senior totalt | Senior totalt | 6       | 3                       | 1                       | 4                       | 6                       |                         |